# Wodnica kameruńska
Wodnica kameruńska (Potamogale velox) – gatunek ssaka z rodziny wodnic (Potamogalidae). 

## Systematyka
Gatunek po raz pierwszy opisał naukowo w 1860 roku francusko-amerykański zoolog Paul du Chaillu nadając mu nazwę Cynogale velox. Miejsce typowe to „góry w głębi lądu, czyli w pagórkowatym kraju, na północ i południe od równika, w Afryce Równikowej”, tj. Gabon. Okaz typowy według oryginalnego opisu to skóra dorosłego osobnika (czaszka została utracona podczas pożaru). Jedyny przedstawiciel rodzaju wodnica (Potamogale) który zdefiniował również w 1860 roku Paul Du Chaillu.

### Etymologia
- Potamogale: gr. ποταμος potamos ‘rzeka’; γαλεη galeē lub γαλη galē ‘łasica’[15].
- Mythomys (Mystomys): gr. μυθος muthos ‘mit, legenda’; μυς mus, μυος muos ‘mysz’[16].
- Bayonia: por. Francisco Antonio Pinheiro Bayão, portugalski plantator z Angoli[17].
- velox: łac. velox, velocis ‘szybki, gwałtowny’, od volare ‘uciekać, szybko się poruszać’[18].

## Zasięg występowania
Wodnica kameruńska występuje w centralnej strefie lasów deszczowych od skrajnej południowo-wschodniej Nigerii na wschód przez południową Republikę Środkowoafrykańską do zachodniej Ugandy i południowej Angoli na południe do Demokratycznej Republiki Konga i północno-zachodniej Zambii, z odosobnioną populacją peryferyjną w południowo-zachodniej Kenii (Las Kakamega).

## Wygląd
Długość ciała (bez ogona) 305–337 mm, długość ogona 235–290 mm, długość ucha 15–23 mm, długość tylnej stopy 39–46 mm; masa ciała 517–780 g. Wodnica kameruńska wyglądem przypomina wydry. Posiada czarnobrunatne, błyszczące futro. Ciało jest zakończone silnym, bocznie spłaszczonym ogonem wykorzystywanym jako siła napędowa w czasie pływania. Kończyny krótkie, bez błony pomiędzy palcami.

## Tryb życia
Jest zwierzęciem wodnym, preferuje strumienie i bagna. Żywi się drobnymi zwierzętami wodnymi (żaby, ryby, kraby i mięczaki). Prowadzi nocny tryb życia.

## Status zagrożenia
W Czerwonej księdze gatunków zagrożonych Międzynarodowej Unii Ochrony Przyrody i Jej Zasobów został zaliczony do kategorii LC (ang. least concern ‘najmniejszej troski’).